# スタイーティ
スタイーティ（イタリア語: Staiti）は、イタリア共和国カラブリア州レッジョ・カラブリア県にある、人口約200人の基礎自治体（コムーネ）。

## 地理

### 位置・広がり

#### 隣接コムーネ
隣接するコムーネは以下の通り。
- アフリコ
- ボーヴァ
- ブランカレオーネ
- ブルッツァーノ・ゼッフィーリオ
- パリッツィ